# Melanolophia venedictoffae
Melanolophia venedictoffae là một loài bướm đêm trong họ Geometridae.